# Xiphidiopsis alatissima
Xiphidiopsis alatissima är en insektsart som beskrevs av Heinrich Hugo Karny 1907. Xiphidiopsis alatissima ingår i släktet Xiphidiopsis och familjen vårtbitare. Inga underarter finns listade i Catalogue of Life.